# Умайка

Умайка — река в России, протекает в Вадском районе Нижегородской области. Устье реки находится в 241 км по левому берегу реки Пьяна. Длина реки составляет 17 км.
Умайка является сезонной рекой, всё протяжение русла реки пересохло и наполняется только в паводок.
Исток реки у села Гари (Дубенский сельсовет) в 16 км к югу от райцентра, села Вад. Генеральное направление русла — северо-восток, проходит по безлесой местности. На реке расположены село Гари (Дубенский сельсовет), село Умай и деревня Поляны (Новомирский сельсовет). Впадает в Пьяну напротив посёлка Анненковский Карьер.

## Данные водного реестра
По данным государственного водного реестра России относится к Верхневолжскому бассейновому округу, водохозяйственный участок реки — Сура от устья реки Алатырь и до устья, речной подбассейн реки — Сура. Речной бассейн реки — (Верхняя) Волга до Куйбышевского водохранилища (без бассейна Оки).
По данным геоинформационной системы водохозяйственного районирования территории РФ, подготовленной Федеральным агентством водных ресурсов:
- Код водного объекта в государственном водном реестре — 08010500412110000039746
- Код по гидрологической изученности (ГИ) — 110003974
- Код бассейна — 08.01.05.004
- Номер тома по ГИ — 10
- Выпуск по ГИ — 0